# 联合国安全理事会第41号决议
《联合国安理会41号决议》是于1948年2月28日在联合国安全理事会第259次会议上通过的。该决议是关于印度尼西亚问题的，以7票赞成，4票弃权通过。
决议对冲突双方荷兰和印度尼西亚签订休战协议表示赞赏，但仍表示将继续进行斡旋，请三国斡旋委员会和当事双方经常就当地局势向安理会报告。